# Samuel Christian Pape
Samuel Christian Pape (* 22. November 1774 in Lesum; † 5. April 1817 in Nordleda) war ein norddeutscher Schriftsteller, Dichter und evangelischer Theologe.

## Leben
Samuel ist der zweite Sohn des Pfarrers Henrich Pape aus Wulsbüttel und seiner Frau Luise Margarete Henriette, der Tochter von Samuel Christian Lappenberg. Möglicherweise war er ein Urenkel des bekannten Dramatikers Ambrosius Pape.
In den ersten Jahren bekam Samuel Unterricht von seinem Vater, der sich bereits durch zahlreiche theologische Schriften bekannt gemacht hatte. In den darauffolgenden Jahren 1783–1791 besuchte er mit seinem zwei Jahre älteren Bruder Johann die Domschule in Bremen. Im Elternhaus widmete er sich danach im Haideflecken Visselhövede noch einige Jahre verschiedenen Studien, besonders der hebräischen Sprache. 1794 ging er an die renommierte Georgia Universität in Göttingen und schloss sein dreijähriges theologisches Studium 1797 mit einer Übersetzung des Hiob, welche sein Professor Johann Gottfried Eichhorn mit einer Einleitung versah. In Göttingen traf er zwischenzeitlich mit verschiedenen Literaten zusammen und begann auch selbst einige Arbeiten zu veröffentlichen. In diesem Zusammenhang wirkte eine schneidige Kritik Friedrich Schlegels hemmend auf Papes weitere Produktion.
Nach seinem Studium war Pape 1797 zunächst Hauslehrer beim Prediger Satorius in der Moorkolonie Grasberg. Zwei Jahre später bestand er, nach absolviertem Praktikum, das Predigerexamen vor dem Konsistorium in Stade 1799. Ehrenvoll wurde er in die 2. Klasse der Amtsanwärter eingestuft. Am 12. April 1801 erhielt er die 2. Predigerstelle (archidiakonus) in Nordleda und heiratet am 21. Juni 1801 Amalie Johanne Gustave, die Tochter des dortigen ersten Pfarrers (diaconus) Rudolf August Lerche. Diese verstarb früh, so dass sich Pape ein Jahr später in Bremen mit Johanna Maria Elisabeth 1809 verheiratete, der Tochter von Johann Matthias Schneider, einem Amtskollegen in Nordleda. Aus dieser Ehe ging u. a. Elisabeth Juliane Maria (auch bekannt als Betty Müller alias Maria von Hadeln) hervor, eine bekannte Schriftstellerin und Heimatdichterin.
Nach langer Krankheit verbrannte Pape am Vorabend seines Todes die gesamten Manuskripte und geriet dadurch fast in Vergessenheit.

## Werkauswahl
- Hiob. Übersetzt und mit Vorrede von J. G. Eichhorn, Rosenbusch, Göttingen 1797
- Gedichte. Göttinger Musen-Almanach, Hrsg. Karl Reinhard, J. C. Dieterich Göttingen 1795–1797
- Gedichte. Mit einem biographischen Vorwort von Friedrich Baron de la Motte Fouqué, C. F. Osiander, Tübingen 1821. (Nachtrag von Karl von Reinhard, in: Der Gesellschafter. Hrsg. von Friedrich Wilhelm Gubitz 1823. Nr. 202-07)
- Werke. Hrsg. von Klaus Seehafer, edition text + kritik, München 1975